# Ameur Hizem
Ne doit pas être confondu avec Mohamed Ameur Hizem.
Ameur Hizem (arabe : عامر حيزم), né le 22 septembre 1937 à Monastir et mort le 4 septembre 2023, est un joueur et entraîneur de football tunisien.

## Biographie
Après avoir joué à l'Union sportive monastirienne et participé à son accession pour la première fois parmi l'élite, il interrompt sa carrière pour décrocher son diplôme d'entraîneur en Allemagne.
À son retour en 1967, il prend en main son équipe d'origine puis entraîne l'équipe de Tunisie espoirs qui compte une pléiade de futurs grands joueurs : Ezzedine Chakroun, Abdelmajid Ben Mrad, Abdelmajid Zlassi, Othman Jenayah, Taoufik Belghith, etc. Son sérieux et son savoir-faire permettent à cette équipe de devenir l'anti-chambre de l'équipe nationale et le propulsent à la tête de celle-ci en décembre 1970.
Il ne manque pas de bâtir une grande équipe qui remporte la médaille d'argent des Jeux méditerranéens de 1971 puis la coupe de Palestine en 1973 et se qualifiera sous la direction d'un autre grand entraîneur, Abdelmajid Chetali, à la coupe du monde 1978.
Il entraîne ensuite le Stade tunisien, dont il fait le principal animateur du championnat même s'il échoue à deux reprises dans la conquête du titre durant l'ultime journée, et le Club africain avec lequel il remporte notamment une coupe du Maghreb des clubs champions. Il est rappelé à la tête de l'équipe nationale en 1979 et en 1980-1981. Il continue à s'intéresser de près au football et ne manque pas par ses analyses d'enrichir le paysage médiatique sportif.
Il meurt le 4 septembre 2023,.